# ブラック・ビューティー (映画)
『ブラック・ビューティー』（原題: Always Shine）は2016年に公開されたアメリカ合衆国のサスペンス映画である。監督はソフィア・タカール、主演はマッケンジー・デイヴィスとケイトリン・フィッツジェラルドが務めた。本作は日本国内で劇場公開されなかったが、2017年8月6日にDVDが発売された。

## ストーリー
ベスはスリラー映画やビール会社のコマーシャルに出演するようになった、女優としてのキャリアが軌道に乗り始めていた。ベスは親友のアナと一緒にビッグサーで過ごすことにした。アナも女優として活動していたが、学生映画への出演オファーしか来ない状態にあった。
ビッグサーへ行く途中、アナはベスが人気雑誌に取り上げられたり、ファンに声をかけられたりするのを見て複雑な心境になった。そして、アナは「恋人と破局してしまった。苛立つあまり、彼の上司に暴力を振るったのが良くなかった」とベスに明かした。その日の夜、2人は地元のバーで酒を飲むことにした。アナは魅力的な男性を見つけ、彼を誘惑しようとしたが、攻撃性を隠しきれなかったために失敗した。その後、男性はベスを口説きにかかった。彼氏がいるにも拘わらず、ベスはその男性と一緒に食事をすることにした。
翌日、ベスが次のオーディションに備えてアナと一緒に練習したところ、アナの演技の方がベスのそれよりも見事であった。そのため、アナのベスに対する嫉妬心はさらに増大した。休憩を挟んだ後、2人が森にハイキングに出かけると、ベスと親しい演出家にばったり出会った。その演出家はアナを次回作に起用したがっていた。アナはその事実を初めて知り、「ベスは演出家が自分に目を付けていることを知っていたはずである。それなのに、何故私に伝えようとしなかったのか」とベスに対する不信感を募らせた。2人の雰囲気は徐々に険悪なものになり、ついにはベスが「貴方はいつも私のことを見下している」とアナに言い放ち、一人で帰ってしまった。
少し落ち着いた後、アナも宿泊先のコテージに帰ってきた。そのとき、ベスは恋人に電話をかけており、「アナは自分の成功に嫉妬している」などと愚痴をこぼしていた。それを耳にしたベスは怒り狂い、とんでもない行動に走るのだった。

## キャスト
- マッケンジー・デイヴィス - アナ
- ケイトリン・フィッツジェラルド - ベス
- ローレンス・マイケル・レヴィン - ジェス
- アレクサンダー・コック - マット
- ジェーン・アダムス - サマー
- カーン・バイカル - ポール
- コリーン・キャンプ - サンドラ
- マイケル・ローリー - ヴィク
- マリサ・タカール - ヴァイオレット

## 製作
ローレンス・マイケル・レヴィンが本作の脚本を書き上げたのは2011年のことだったが、製作に漕ぎつけるまでに3年の時を費やした。また、本作のポスト・プロダクション作業に必要な費用（1万8000ドル）はKickstarterを通して調達された。

## 公開
2016年4月15日、本作はトライベッカ映画祭でプレミア上映された。5月11日、オシロスコープ・ラボラトリーズが本作の全米配給権を購入したと報じられた。9月2日には第73回ヴェネツィア国際映画祭で、11月13日にはAFI映画祭で本作の上映が行われた。

## マーケティング・興行収入
2016年4月8日、本作のポスターが公開された。10月19日、本作のオフィシャル・トレイラーが公開された。11月25日、本作は全米1館で限定公開され、公開初週末に4211ドルを稼ぎ出し、週末興行収入ランキング初登場66位となった。

## 評価
本作は批評家から高く評価されている。映画批評集積サイトのRotten Tomatoesには49件のレビューがあり、批評家支持率は92%、平均点は10点満点で7.07点となっている。サイト側による批評家の見解の要約は「出演者の演技は見事なもので、緊張感のある作品に仕上がっている。『ブラック・ビューティー』は魅力的なストーリーを展開しながらも、ハリウッドにおける女性の役割に関して痛烈なメッセージを発し、観客の思考を喚起している。」となっている。また、Metacriticには15件のレビューがあり、加重平均値は72/100となっている。